# M.I.A.: Missing in Action
M.I.A.: Missing in Action (ゲーム?) è un videogioco di tipo run and gun sviluppato e pubblicato nel 1989 dalla Konami.
Seppur non ufficialmente, è chiaramente il sequel del più noto Green Beret del 1985.

## Storia
Come in Green Beret anche in M.I.A.: Missing in Action si dovrà guidare un militare statunitense infiltrato in un campo di concentramento nemico allo scopo di liberare alcuni prigionieri di guerra.
Mentre in Green Beret i nemici ricalcano chiaramente i militari sovietici con chiaro riferimento alla guerra fredda e le ambientazioni prevedono scenari come basi missilistiche o complessi di hangar, M.I.A.: Missing in Action è ambientato durante la guerra del Vietnam e i nemici sono ispirati dai Viet Cong, così come l'ambientazione prevede foreste e bunker sotterranei.
È chiara l'ispirazione a film di successo del tempo come Commando, Rambo 2 - La vendetta e la saga Rombo di tuono.

## Modalità di gioco
M.I.A.: Missing in Action ripropone un gameplay praticamente identico a quello di Green Beret ma con ulteriori migliorie, come la possibilità di strisciare a terra.
Il protagonista inizia il gioco sempre armato con il solo coltello, e uccidendo alcuni nemici in divisa rossa può ottenere armi aggiuntive con un numero limitato di colpi quali un fucile d'assalto automatico (12 colpi), un lanciafiamme (2 colpi), un bazooka (3 colpi) e delle granate (3 pezzi); a differenza di Green Beret qui è possibile conservare tutte le armi raccolte e con il terzo pulsante si può scegliere quale arma utilizzare; si possono utilizzare sia il coltello che l'arma selezionata in modo alternato, in quanto con il primo pulsante si colpisce con il coltello e con il secondo pulsante si utilizza l'arma.
A differenza di Green Beret è possibile giocare in due giocatori contemporaneamente, e il gioco spesso presenta ben più di due sole piattaforme di gioco, con la possibilità di scendere sotto terra in bunker realizzati su più piani oppure di salire su alte torri d'avvistamento.
Sono previsti sei livelli di gioco; a seconda della versione del gioco i primi quattro livelli possono cambiare sia come ordine, sia nella direzione di scrolling del gioco.
Gli ultimi due livelli non variano mai in quanto riguardano la parte di fuga dei prigionieri; nell'ultimo livello si dovranno guidare i prigionieri verso un elicottero pronto alla fuga, difendendoli dagli attacchi dei nemici: se tutti i prigionieri vengono ammazzati il gioco termina.
Al termine di ogni livello è prevista una particolare situazione che in sé rappresenta il boss di fine livello, può essere questa rappresentata da militari appostati sopra ad un paio di torri d'avvistamento e armati con mitragliatrici oppure da un edificio munito di molte porte dalle quali continuano ad uscire nemici.
I livelli sono:
- il campo di battaglia
- la pista d'atterraggio
- la giungla
- la stazione di smistamento
- il campo di concentramento
- la fuga verso l'elicottero